# Pinus edulis
Pinus edulis es un árbol que pertenece a la familia de las pináceas, del género Pinus es nativo del suroeste de Estados Unidos y el norte de México. Se clasifica a veces como Pinus cembroides variedad edulis.

## Distribución y hábitat
Dentro de Estados Unidos se le llama "Colorado Pinyon" o "Pine Pinyon"; se encuentra principalmente en los estados de Arizona, Utah, Colorado y Nuevo México. Medra en las laderas situadas entre los 1200 y 2400 metros de altitud. A menudo se asocia con Juniperus osteosperma formando un tipo de bosque característico.

## Descripción
El tronco alcanza unas dimensiones máximas de 6 metros de altura y 20 cm de diámetro. La corteza oscila entre el gris y el marrón-rojizo, es rugosa y se divide en placas.
Las hojas son acículas de entre 4 y 8 cm de longitud en grupos de 2 unidades. Produce piñas de 6 cm de largo que contienen semillas comestibles.
Pinus edulis es el árbol oficial del estado de Nuevo México (Estados Unidos).

## Taxonomía
Pinus edulis fue descrita por George Engelmann y publicado en Memoir of a Tour to Northern Mexico: connected with Col. Doniphan's Expedition in 1846 and 1847 88. 1848.
Etimología
Pinus: nombre genérico dado en latín al pino.
edulis: epíteto latino que significa "comestible".
Sinonimia
- Caryopitys edulis (Engelm.) Small
- Pinus cembroides subsp. edulis (Engelm.) A.E.Murray
- Pinus cembroides var. edulis (Engelm.) Voss
- Pinus monophylla var. edulis (Engelm.) M.E.Jones[9][10]